# Денні Вільямс
Деніел Пітер Ви́льямс (англ. Daniel Peter Williams; нар. 13 липня 1973, Брікстон, Лондон, Великобританія) — британський боксер-професіонал, який виступав в тяжкій ваговій категорії. Чемпіон Великобританії (2000—2010) і Британського Співтовариства націй (1996—2006) в тяжкій вазі, колишній претендент на титул чемпіона світу в тяжкій вазі по версії WBC (2004). Найбільш відомий завдяки перемозі над Майком Тайсоном в 2004.